# ملکه جیندوک
ملکه جیندوک (۶۴۷ تا ۶۵۴ میلادی) جانشین ملکه سوندوک، بیست و هشتمین فرمانروای شیلا و دومین ملکه‌ای بود که از ۶۴۷ تا ۶۵۴ میلادی فرمانروایی می‌کرد. او دومین ملکه حاکم شیلا بود. او طی حکومتش بارها به تانگ سفر کرد و سعی کرد روابط معمولی با بکجه داشته باشد.
ملکه جیندوک پس از ملکه سوندوک دومین پادشاه زن در کره بود. 
او آخرین بازمانده از نسل سونگول بود و زادنام او کیم سونگمان بود.
پدرش کیم گوبان کوچک‌ترین برادر پادشاه جین پیونگ بود.
مادرش هم بانو ولمیونگ بود.
در طول ۷سال حکومتش مهم‌ترین نگرانی ملکه جیندئوک سیاست‌های خارجی بود.
وی با کمک فرمانده کیم یوشین توانست دفاع شیلا را تقویت کند.
گفته میشود ملکه جیندوک شعری نوشته است و آن را برای امپراطور چین فرستاد. وی همچنین سیستم جمع‌آوری مالیات پومسو را گسترش داد. مقبره وی بر روی تپه ای در شهر گیونگجو واقع شده‌است.
خانواده سلطنتی
•پدر
کالمونوانگ گوکبان
•مادر
شاهزاده وونمیونگ 